# Átmốtphe tiêu chuẩn
Átmốtphe tiêu chuẩn (tiếng Anh: Standard atmosphere, ký hiệu: atm) là đơn vị đo áp suất, không thuộc hệ đo lường quốc tế SI, được Hội nghị toàn thể về Cân đo lần thứ 10 thông qua và định nghĩa chính xác là bằng 1 013 250 dyne trên mét vuông (101 325 pascal). 1 atm tương đương với áp suất của cột thủy ngân cao 760 mm tại nhiệt độ 0 °C (tức 760 Torr) dưới gia tốc trọng trường là 9,80665 m/s². Tuy không là đơn vị SI nhưng átmốtphe tiêu chuẩn vẫn là đơn vị hữu ích bởi đơn vị pascal quá nhỏ và bất tiện.
Ngày xưa ở châu Âu còn có đơn vị átmốtphe kỹ thuật (ký hiệu: at), được định nghĩa là áp suất cột nước cao 10 mét; 1 at = 98 066,5 Pa (giá trị chính xác).

## Lịch sử
Năm 1954, Hội nghị toàn thể về Cân đo lần thứ 10 đã thông qua átmốtphe tiêu chuẩn và xác nhận định nghĩa 1 átmốtphe tiêu chuẩn bằng 1 013 250 dyne/m². Giá trị này đại diện cho áp suất khí quyển bình quân đo tại mực nước biển trung bình tại vĩ độ của Paris (Pháp), nói rộng ra là đại diện cho áp suất khí quyển bình quân đo tại mực nước biển trung bình của nhiều quốc gia công nghiệp có cùng vĩ độ với Paris.
Trong hóa học, nguyên thủy khái niệm "Nhiệt độ và áp suất tiêu chuẩn" (STP) được định nghĩa là nhiệt độ tham chiếu 0 độ C  (273,15 độ K) và áp suất 101,325 kPa (1 atm). Tuy nhiên vào năm 1982, IUPAC khuyến nghị nên định nghĩa "áp suất tiêu chuẩn" chính xác bằng 100 kPa (1 bar).

## Giá trị chuyển đổi tương đương
Áp suất 1 atm có thể được diễn đạt:
≡ 1,01325 bar
≡ 101325 pascal (Pa) hoặc 101,325 kilôpascal (kPa)
≡ 1013,25 millibar (mbar hoặc mb)
≡ 760 Torr
≈ 760,001 mm-Hg, 0 °C
≈ 29,9213 in-Hg, 0 °C
≈ 1,033 227 452 799 886 kgf/cm²
≈ 1,033 227 452 799 886 átmốtphe kỹ thuật
≈ 1033,227 452 799 886 cmH2O, 4 °C
≈ 406,782 461 732 2385 inH2O, 4 °C
≈ 14,695 948 775 5134 pound lực trên inch vuông (psi)
≈ 2116,216 623 673 94 pound lực trên foot vuông (psf)

## Ứng dụng khác
Những người thích môn thể thao lặn biển hay dùng từ átmốtphe và "atm" khi đề cập đến các giá trị áp suất trong tương quan so sánh với áp suất khí quyển bình quân tại mực nước biển (1,013 bar). Ví dụ áp suất riêng phần của khí oxy thường được xác định từ không khí tại mực nước biển, vì thế mà áp suất đó có đơn vị là átmốtphe.

## Bảng đối chiếu
| x t s  | Pascal (Pa) | Bar (bar)      | Atmosphere kỹ thuật (at) | Atmosphere (atm) | Torr (Torr)        | Pound trên inch vuông (psi) |
| ------ | ----------- | -------------- | ------------------------ | ---------------- | ------------------ | --------------------------- |
| 1 Pa   | ≡ 1 N/m2    | 10−5           | 1,0197×10−5              | 9,8692×10−6      | 7,5006×10−3        | 145,04×10−6                 |
| 1 bar  | 100000      | ≡ 106 dyne/cm2 | 1,0197                   | 0,98692          | 750,06             | 14,504                      |
| 1 at   | 98.066,5    | 0,980665       | ≡ 1 kgf/cm2              | 0,96784          | 735,56             | 14,223                      |
| 1 atm  | 101.325     | 1,01325        | 1,0332                   | ≡ 1 atm          | 760                | 14,696                      |
| 1 torr | 133,322     | 1,3332×10−3    | 1,3595×10−3              | 1,3158×10−3      | ≡ 1 Torr; ≈ 1 mmHg | 19,337×10−3                 |
| 1 psi  | 6.894,76    | 68,948×10−3    | 70,307×10−3              | 68,046×10−3      | 51,715             | ≡ 1 lbf/in2                 |

Ví dụ:  1 Pa = 1 N/m2  = 10−5 bar  = 10,197×10−6 at  = 9,8692×10−6 atm, vân vân.

Ghi chú:  mmHg là viết tắt của milimét thủy ngân (millimetre Hydragyrum).